# 普魯德尼克
普魯德尼克（波蘭語：Prudnik）是波蘭奧波萊省的一座城市，毗鄰與捷克接壤的邊境，人口約1.8萬。舊稱上西里西亚新城（德語：Neustadt in Oberschlesien）。

## 友好城市
- 德国 诺特海姆
- 捷克 博胡明
- 捷克 克爾諾夫
- 乌克兰 納德沃爾納亞
- 義大利 圣朱斯蒂诺

## 外部連結
- Unofficial Forum
- Parafia pw. Miłosierdzia Bożego （页面存档备份，存于）
- Jewish Community in Prudnik （页面存档备份，存于）
- Webcams
- Radio